# Gubbträsket (Lycksele socken, Lappland, 713847-162086)
Gubbträsket är en sjö i Lycksele kommun i Lappland och ingår i Öreälvens huvudavrinningsområde. Sjön har en area på 0,442 kvadratkilometer och ligger 401 meter över havet. Sjön avvattnas av vattendraget Vargån.

## Delavrinningsområde
Gubbträsket ingår i det delavrinningsområde (713947-162008) som SMHI kallar för Utloppet av Gubbträsket. Medelhöjden är 411 meter över havet och ytan är 2,69 kvadratkilometer. Räknas de 3 avrinningsområdena uppströms in blir den ackumulerade arean 51,37 kvadratkilometer. Vargån som avvattnar avrinningsområdet har biflödesordning 2, vilket innebär att vattnet flödar genom totalt 2 vattendrag innan det når havet efter 160 kilometer. Avrinningsområdet består mestadels av skog (62 procent) och sankmarker (19 procent). Avrinningsområdet har 0,44 kvadratkilometer vattenytor vilket ger det en sjöprocent på 16,3 procent.